# 江辻遺跡
江辻遺跡（えつじいせき）は、福岡県糟屋郡粕屋町にある縄文時代から平安時代にかけての複合遺跡。

## 解説
弥生時代草創期の渡来人住居、松菊里型稲作集落の典型で、これまでに9か所の遺跡が発見されている。2000年（平成12年）には、「加麻又郡」（かまたぐん、または、かままたぐん）と記した土器片も発見された。